# Арцеулов, Олег Константинович
Оле́г Константи́нович Арцеу́лов (11 ноября 1927 — 8 декабря 2001, Москва) — советский кинооператор, режиссёр документального кино, народный артист РСФСР (1979).

## Биография
Родился 11 ноября 1927 года в семье лётчика-испытателя К. К. Арцеулова.
С 1946 года работал ассистентом оператора ЦСДФ. После демобилизации из Советской Армии в 1948—1953 годах учился на операторском факультете ВГИКа (мастерская Л. В. Косматова).
В 1952—1992 годах был оператором и режиссёром ЦСДФ. Занимался кинохроникой, кинорепортажем, кинопублицистикой, кинонаблюдением, киножурналистикой. Был фронтовым оператором во время Вьетнамской войны, в партизанских джунглях Лаоса, в Палестине, в Анголе. Снимал в Японии, Чехословакии, Испании, Полинезии, Финляндии, Новой Зеландии, на Кубе и Аравийском полуострове. Снимал сюжеты для кинопериодики, в том числе: «Новости дня», «Московская кинохроника», «Советский спорт» и других. Член КПСС с 1964 года, член Союза кинематографистов СССР (Москва)
В 1969—1970 и в 1974—1975 годах читал курс лекций «Операторское мастерство» слушателям Отделения режиссёров документального кино Высших курсов сценаристов и режиссёров.
Скончался 8 декабря 2001 года. Похоронен на Ваганьковском кладбище.

### Семья
- Прадед по материнской линии — художник Иван Константинович Айвазовский (1817—1900).
- Прадед по отцовской линии — инженер-кораблестроитель Николай Алексеевич Арцеулов (1816—1863).
- Бабушка — Жанна Ивановна Айвазовская (1858—1922).
- Дед —  кораблестроитель и конструктор броненосного флота Константин Николаевич Арцеулов (1847—1919), генерал-майор.
- Дядя — кораблестроитель Николай Константинович Арцеулов (1889— 1956), участвовал в постройке первых русских дредноутов «Севастополь» и «Полтава», художник–маринист.
- Отец — лётчик-испытатель, художник Константин Константинович Арцеулов (1891—1980).
- Мать — Татьяна Адольфовна Арцеулова (1908—1974).
- Жена — Светлана Николаевна Арцеулова (Ковалёва) (1924—2015), кинооператор неигрового кино[6].
- Сын — Константин Олегович Арцеулов (род. 1957), кинооператор-документалист[7].

## Фильмография

### Оператор
- 1954 — 250 лет Кронштадту (совместно с В. Микошей, Г. Трофимовым, О. Ивановым, Я. Блюмбергом, Е. Федяевым)
- 1954 — Международные соревнования лыжников (в соавторстве)
- 1955 — Крылья Родины (в соавторстве)
- 1955 — Советская выставка в Пекине (в соавторстве)
- 1955 — Чемпионы мира по футболу в Москве (в соавторстве)
- 1956 — В Пакистане (совместно с Л. Котляренко, Р. Халушаковым, Е. Мухиным, Н. Тилляевым)
- 1956 — Юность советского спорта (совместно с В. Аккуратовым, В. Воронцовым, Ю. Егоровым, А. Кричевским, К. Ряшенцевым)
- 1957 — В последние дни зимы (в соавторстве)
- 1957 — Лебединое озеро (в соавторстве)
- 1957 — Первые советские спутники Земли (совместно с В. Микошей)
- 1958 — В горах Тироля (совместно с Ю. Леонгардтом)
- 1958 — Всегда с партией (совместно с Ю. Бородяевым, Н. Генераловым, Ю. Егоровым, О. Лебедевым, В. Трошкиным)
- 1958 — Конно-спортивные соревнования в Пардубице
- 1959 — Международные скачки в Пардубице
- 1960 — К событиям в Конго (совместно с Л. Максимовым, П. Опрышко)
- 1960 — Конго в борьбе (совместно с В. Трошкиным)
- 1960 — Ловкость, красота, здоровье (совместно с А. Воронцовым, Г. Епифановым)
- 1960 — Рассказ о четырёх солдатах (совместно с Е. Аккуратовым, Г. Асатиани)
- 1961 — Люди голубого огня (совместно с Т. Надыровым)
- 1961 — Матч столетия (в соавторстве)
- 1961 — Первый визит (совместно с Г. Земцовым)
- 1962 — Гости из Польши (совместно с Г. Земцовым)
- 1962 — Парламентарии Цейлона в Советском Союзе (совместно с А. Левитаном)
- 1962 — Три кубка (в соавторстве)
- 1963 — На старте миллионы (в соавторстве)
- 1964 — Три весны Ленина (совместно с З. Громовой, К. Крыловым, А. Поповой)
- 1965 — Они — киприоты (совместно с И. Филатовым)
- 1965 — Троеборье, 1965 (совместно с В. Копалиным)
- 1966 — Венсеремос! Мы победим! (совместно с И. Персидским)
- 1967 — Меконг в огне (совместно с В. Комаровым)
- 1967 — Народа верные сыны (в соавторстве)
- 1967 — Сутки – 1300 часов
- 1968 — Дни и ночи Лаоса (совместно с Р. Петросовым)
- 1968 — Камбоджа в огненном кольце (совместно с В. Комаровым, О. Лебедевым)
- 1968 — Парламентарии Норвегии в СССР (совместно с А. Вакуровой)
- 1968 — По долгу братства (совместно с А. Истоминым)
- 1968 — Репортаж из Северного Вьетнама (совместно с Р. Петросовым)
- 1969 — Мне 20 лет (совместно с. Г. Серовым)
- 1969 — Партийно-государственная делегация Чехословакии в СССР (совместно с А. Колошиным)
- 1969 — Чехословакия, год испытаний (совместно с А. Истоминым, В. Ковнатом)
- 1970 — Гнедые, серые, вороные
- 1970 — «Советская Россия»
- 1970 — Сын трудового Судана
- 1970 — Фестиваль на Эльбе
- 1971 — Дорогами дружбы (совместно с А. Бабаджаном)
- 1971 — Рукопожатие через полюс (совм. с Е. Аккуратовым)
- 1971 — Салям, Республика!
- 1972 — Визит в дружественный Ирак (совместно с В. Байковым)
- 1972 — Глаза и руки Перу
- 1972 — Перу: тысячелетия и три года (совместно с В. Трошкиным)
- 1972 — Сокровища Самотлора
- 1973 — Во имя дружбы (совместно с Ю. Коровкиным)
- 1973 — Дни кинофестиваля (совместно с Л. Максимовым, И. Скачковым, И. Филатовым)
- 1973 — Перу — страна контрастов (совместно с В. Трошкиным)
- 1973 — Твоё время, феллах
- 1974 — Страна наша Тюмения (совместно с О. Воиновым)
- 1975 — Большой день Европы (совместно с В. Копалиным, Л. Максимовым)
- 1975 — Верные сыны Ливана (совместно с В. Копалиным)
- 1975 — Визит А. Н. Косыгина в Ливию (совместно с В. Копалиным)
- 1975 — Визит А. Н. Косыгина в Тунис (совместно с В. Копалиным)
- 1975 — Партийно- правительственная делегация ДРВ в СССР (совместно с О. Лебедевым)
- 1976 — Советско-Непальской дружбе крепнуть! (совместно с О. Воиновым)
- 1977 — Парламентская делегация Великобритании в СССР (совместно с О. Воиновым)
- 1977 — Рапортует спортивная юность (совместно с В. Горбатским, В. Копалиным, О. Лебедевым, Р. Петросовым)
- 1978 — Алжирские парламентарии в СССР (совместно с Е. Аккуратовым)
- 1978 — Палестинцы: право на жизнь
- 1978 — Парламентарии Малайзии в СССР (совместно с Ю. Леонгардтом)
- 1978 — По пути прогресса и сотрудничества (совместно с В. Горбатским)
- 1978 — Премьер-министр Индии в Советском Союзе (совместно с В. Копалиным)
- 1978 — Свет Октября (в соавторстве)
- 1978 — Юбилей комсомола (в соавторстве)
- 1979 — Будапешт: братская встреча (совместно с О. Лебедевым, И. Филатовым)
- 1979 — ОСВ — надежда мира (совместно с В. Извековым)
- 1979 — Финиш одного года. Гармония борьбы… («Советский спорт» 1979, № 1)
- 1980 — Под знаменем Ленина (в соавторстве)
- 1980 — Союз во имя мира (совместно с О. Лебедевым, В. Ловковым, В. Киселёвым, В. Копалиным)
- 1981 — …И верили в себя
- 1984 — Куликово поле Юрия Ракши
- 1989 — День памяти погибших в Тбилиси 8—9 апреля 1989 года (совместно с Е. Аккуратовым)

### Режиссёр
- 1958 — Конно-спортивные соревнования в Пардубице
- 1959 — Международные скачки в Пардубице
- 1968 — Дни и ночи Лаоса
- 1968 — Репортаж из Северного Вьетнама
- 1970 — Гнедые, серые, вороные
- 1970 — «Советская Россия»
- 1970 — Сын трудового Судана
- 1970 — Фестиваль на Эльбе
- 1971 — Салям, Республика!
- 1973 — Твоё время, феллах
- 1974 — Ближний Восток: тревожное время
- 1974 — Страна наша Тюмения
- 1976 — Кинооператор Анатолий Головня
- 1979 — Возвращение
- 1979 — Палестинцы: право на жизнь
- 1981 — Ближний Восток: боль, тревога, надежда (совместно с В. Копалиным)
- 1981 — …И верили в себя
- 1984 — Куликово поле Юрия Ракши
- 1988 — Хор в одиночку
- 1989 — Пушки на колокола[8]

### Сценарист
- 1974 — Страна наша Тюмения (совместно с Г. Кублицким)
- 1979 — Возвращение
- 1981 — …И верили в себя

## Награды и премии
- орден «Знак Почёта» (4 ноября 1967)[источник не указан 382 дня];
- Премия III-го Всесоюзного кинофестиваля за операторскую работу, фильм «Репортаж из Северного Вьетнама» (Ленинград, 1968)[9];
- заслуженный деятель искусств РСФСР (1969)[10];
- Государственная премия СССР в области литературы, искусства и архитектуры 1970 года — за документальный фильм «Чехословакия, год испытаний» (1969)[1];
- орден Трудового Красного Знамени (30 мая 1972)[источник не указан 382 дня];
- народный артист РСФСР (21 декабря 1979)[11];
- орден Дружбы народов (25 мая 1988)[12].